# Jægersborg Hegn
Jægersborg Hegn er en traditionel løvskov, domineret af bøg. Skoven, der er på ca. 550 ha, dækker området fra Nærum i vest, Øresundskysten i øst og Bøllemose i nord. Mod syd ligger Jægersborg Dyrehave, som Jægersborg Hegn var en del af indtil 1832.
Inden denne udskillelse lå dyrehavehegnet længere mod nord og en stor del af området lignede den nuværende dyrehave, men i 1830-40'erne blev området tilplantet med bøg og eg. Dog har området stadig et levn fra tidligere tider, idet der rundt om skoven er placeret flere porthuse, ligesom det er tilfældet med Dyrehaven.
Naturpakken 2016 medførte  i 2018 at der blev udpeget 259 hektar urørt løvskov og 249 ha anden biodiversitetsskov Jægersborg Hegn, Jægersborg Dyrehave,
Ordrup Krat og Ravneholmene.
55°49′N 12°34′Ø / 55.817°N 12.567°Ø